# The Man I Married
The Man I Married (br: Casei-me com um Nazista) é um filme estadunidense de 1940 dirigido por Irving Pichel e estrelado por Joan Bennett e Francis Lederer.

## Elenco
- Joan Bennett ...Carol Hoffman
- Francis Lederer ...Eric Hoffman
- Lloyd Nolan ...Kenneth Delane
- Anna Sten ...Frieda
- Otto Kruger ...Heinrich Hoffman
- Maria Ouspenskaya ...Frau Gerhardt
- Ludwig Stössel ...Dr. Hugo Gerhardt
- Johnny Russell ...Ricky
- Lionel Royce ...Herr Deckhart
- Frederick Vogeding ...Traveller
- Ernst Deutsch ...Otto

## Recepção
Em 1940, Bosley Crowther do New York Times, chamou o "filme de propaganda anti-nazista" "contida", "franca e factual" e "geralmente divertida cinematograficamente". Ele elogiou o desempenho de Lederer, mas sobre o de Bennett ele escreveu: "Ela faz pouco mais que modelar vestidos e expressar incredulidade".